# Dausara talliusalis
Dausara talliusalis là một loài bướm đêm trong họ Crambidae.